# Uhrovec (hrad)
Uhrovecký hrad nebo Uhrovský hrad je zřícenina hradu v jižní části Strážovských vrchů, nad obcí Uhrovské Podhradie.

## Historie
Hrad byl postaven v polovině třináctého století v nedostupném terénu Nitrických vrchů. Později pevnost přešla do rukou Matúše Čáka, po kterém jej vlastnili například Zikmund Lucemburský, Stibor ze Stibořic nebo rod Zayovců. Po odstěhování majitelů do pohodlnějších zámků význam hradu upadal a ten začal chátrat.

## Přístup
- Po zelené turistické značce z obce Uhrovské Podhradie
- Po červené turistické značce z obce Uhrovec přes Holý vrch